# Wanxin, Shandong
Wanxin (kinesiska: 万新街道, 万新) är en socken i Kina. Den ligger i provinsen Shandong, i den östra delen av landet, omkring 460 kilometer öster om provinshuvudstaden Jinan.
Genomsnittlig årsnederbörd är 717 millimeter. Den regnigaste månaden är juli, med i genomsnitt 210 mm nederbörd, och den torraste är januari, med 14 mm nederbörd.